# Иные миры
Иные миры (англ. Elseworlds) — пятый ежегодный кроссовер супергеройских телесериалов Вселенной Стрелы производства американского канала The CW. Включает три части: первая запланирована на 9 декабря 2018 года и выйдет в рамках телесериала «Флэш», вторая — на 10 декабря 2018 года в рамках телесериала «Стрела», а третья — на 11 декабря как эпизод «Супергёрл». В кроссовере впервые появятся такие персонажи как Бэтвумен и Лоис Лейн, а также вымышленный город Готэм-Сити. Согласно основному синопсису, Флэш, Зелёная стрела и Супергёрл будут вырваны из своих реальностей и отправлены в Готем-сити, чтобы разрушить планы доктора Джона Дигана на лечебницу Аркхем.
Создание кроссовера, а также тот факт, что в нём появится Бэтвумен и будет показан Готем-сити, подтвердились на апфронте канала The CW. В течение августа-сентября 2018 года стало известно, что Бэтвумен сыграет актриса Руби Роуз, Лоис Лейн — Битси Таллок, а к роли Супермена во всех трёх частях вернётся Тайлер Хеклин. В конце сентября, с началом съёмок, стало известно официальное название предстоящего кроссовера.

## Синопсис
Сотрудник лечебницы Аркхем Джон Диган неизвестным образом меняет реальность, в результате чего Оливер Куин и Барри Аллен меняются жизнями, а Кара Зор-Эл и Алекс больше не сёстры. И только эти три супергероя знают, что нынешнее положение вещей не является естественным. Они отправляются в Готэм-сити, чтобы вернуть всё назад.

## Актёры и персонажи

### Основные и второстепенные
В рамках сюжета кроссовера планируется «обмен ролями» между Барри Алленом и Оливером Куинном.
| Актёр              | Персонаж                               | Серия     | Серия     | Серия       |
| Актёр              | Персонаж                               | «Флэш»    | «Стрела»  | «Супергёрл» |
| ------------------ | -------------------------------------- | --------- | --------- | ----------- |
| Грант Гастин       | Барри Аллен / Флэш                     | Регулярно | Гость     | Гость       |
| Грант Гастин       | Оливер Куин / Зелёная стрела           | Регулярно | Гость     | Гость       |
| Даниэль Панабэйкер | Кейтлин Сноу / Убийца Мороз            | Регулярно | Гость     | Гость       |
| Карлос Вальдес     | Циско Рамон / Вайб                     | Регулярно | Гость     | Гость       |
| Стивен Амелл       | Оливер Куин / Зелёная стрела           | Гость     | Регулярно | Гость       |
| Стивен Амелл       | Барри Аллен / Флэш                     | Гость     | Регулярно | Гость       |
| Дэвид Рэмси        | Джон Диггл / Спартанец                 | Гость     | Регулярно | Гость       |
| Эмили Бетт Рикардс | Фелисити Смоук / Наблюдатель           |           | Регулярно |             |
| Эчо Келлум         | Кёртис Холт / Мистер Террифик          |           | Регулярно |             |
| Мелисса Бенойст    | Кара Зор-Эл / Кара Денверс / Супергёрл | Гость     | Гость     | Регулярно   |
| Тайлер Хеклин      | Кал-Эл / Кларк Кент / Супермен         | Гость     |           | Гость       |
| Руби Роуз          | Кэйт Кейн / Бэтвумен                   | Гость     | Гость     | Гость       |
| Битси Таллок       | Лоис Лейн                              | Гость     |           | Гость       |

### Приглашённые
- Кассандра Джин Амелл в роли Норы Фрайс[англ.][9]
- Джереми Дэвис в роли доктора Джона Диганаа[2]
- Ламоника Гарретт в роли Мар Нову / Монитора[англ.][10]
- Боб Фрэйзер в роли Роджер Хайден / Психо-пирата
- Джесси Рат в роли Брейниака 5
- Дэвид Хэрвуд в роли Марсианского охотника
- Лиам Хэлл в роли Кейна Вульфмана
- Амазо

## Производство

### Ранний этап
Впервые о кроссоверах между супергеройскими сериала The CW заговорили, когда во втором сезоне телесериала «Стрела» появился Барри Аллен, ещё до выхода его сольного проекта. На следующий год восьмые эпизоды третьего сезона «Стрелы» и первого сезона «Флэша» были объединены в первый ежегодный кроссовер «Флэш против Стрелы», состоящий из двух частей. В январе 2015 года президент The CW Марк Педовиц раскрыл, что канал намерен создавать кроссоверы каждый сезон. В телевизионном сезоне 2015-16 вышел «Герои объединяются», который подготовил почву для нового проекта, которым стал командный супергеройский сериал «Легенды завтрашнего дня». В сезоне 2016—2017 вышел полноценный и независимый кроссовер «Вторжение!», к которому помимо восьмых серий третьего сезона «Флэша» и пятого сезона «Стрелы», а также седьмого эпизода второго сезона «Легенд завтрашнего дня» включают также эпизод второго сезона «Супергёрл» под названием «Медуза». Ещё через год увидел свет «Кризис на Земле-X», который впервые официально включал все четыре супергеройских проекта The CW. Кроме того, события кроссовера были связаны с сюжетом анимационного веб-сериала «Борцы за свободу: Луч».
В мае 2018 года Марк Педовиц и главный актёр «Стрелы» Стивен Амелл презентовали на новом апфронте канала The CW очередной ежегодный кроссовер, в котором должна появится Бэтвумен, а также показан её родной Готэм-Сити. Несмотря на это, кроссовер никак не будет связан с проектом телеканала Fox «Готэм». В июле было объявлено о планах на создание сольного телесериала о Бэтвумен. Создательницей и сценаристкой потенциального супергеройского проекта была назначена Кэролайн Дрис, она же стала консультантом при производстве кроссовера. Помимо этого, подтвердилась информация о том, что Легенды не будут участвовать в событиях кроссовера. Шоураннер «Легенд завтрашнего дня» Фил Клеммер объяснил это тем, что, поскольку кроссовер подготавливает почву для сериала о Бэтвумен, «это стало вопросом возможностей». Он также добавил, что в нынешнем сезоне у сериала будет только 16 эпизодов, кроссовер «стал бы сверхбыстрым ударом по атмосфере, даже отклонением, в этом году у нас просто нет времени отвлечься от основного сюжета».
В конце сентября стало известно. что кроссовер получил название Elseworlds (с англ. — «Иные миры»), что является отсылкой к известному одноимённому импринту DC Comics, выпускавшему серии комиксов, которые показывали известных персонажей комиксов DC в необычной обстановке и потому находились вне основного канона. 18 октября 2018 года появилась информация, о том, что возможно предстоящий кроссовер готовит почву не только для потенциального сериала о Бэтвумен, но и для отдельного сериала о Супермене.

### Работа над сценарием
По словам Стивена Амелла, «Иные миры» не будет настолько же масштабным, как предыдущие ежегодные кроссоверы, и будет в большей степени «сосредоточен на персонажах и сюжете». Сценарии ко всем частям кроссовера были завершены к середине сентября 2018 года.

### Подбор актёров
В начале августа на роль Бэтвумен в кроссовере и потенциальном сольном сериале о супергероине была утверждена Руби Роуз. В том же месяце было раскрыто. что Тайлер Хеклин вновь сыграет Супермена во всех трёх частях, а также что в кроссовере появится Лоис Лейн. К середине сентября эту роль получила актриса Битси Таллок, а жене Стивена Амелла Кассандре Джин Амелл досталась роль Норы Фрайс. В качестве главного антагониста, доктора Джона Дигана, появится Джереми Дэвис, а «выдающуюся роль» Мар Нову / Монитора получил Ламоника Гаррет.

### Съёмки
Съёмки кроссовера стартовали 9 октября 2018 года.

## Релиз
Кроссовер включает три части: первая запланирована на 9 декабря 2018 года и выйдет в рамках телесериала «Флэш», вторая — на 10 декабря 2018 года в рамках телесериала «Стрела», а третья — на 11 декабря как эпизод «Супергёрл». Финал последнего эпизода тизерит следующий кроссовер: «Кризис на Бесконечных Землях».